# 森合康行
森合 康行（もりあい やすゆき、1969年3月25日 - ）は、中部日本放送の元アナウンサー。

## 来歴・人物
兵庫県出身。同期は角上清司、中西直輝、小高直子、角田美保（現フリーアナウンサー）、原元美紀（現フリーアナウンサー）。
人事異動で、アナウンス室を離れラジオ編成部に移った。ラジオ番組の公開収録等に顔を出し、参加者に案内することや、編成の立場で解説などで番組出演をすることもある。
プロデューサーやディレクターとして放送関係の賞を受けている。
2017年11月、CBCラジオのオリジナルワイドFMラジオ（4代目）の開発に加わった。
2021年7月人事異動でアナウンス部長（専任部長）に就任　。2024年3月まで務めた。2024年4月に営業部に異動し、営業局営業部長に就任。

## 過去の出演番組

### テレビ
- そこが知りたい 特捜!板東リサーチ（ナレーション）
- ニュース（随時、夜間及び早朝に担当）
- 走れ!スクーパーズ
- まるっと万博
- 興味の生ルツボ
- ユーガッタ!CBC（中継、以前はメインを担当していた。）
- イッポウ（まじあな:月曜日、生中継:火曜日、17時台のニュースと18時台のスポーツ：月曜日と木曜日）
- えなりかずき!そらナビ（ナレーション）

### ラジオ
- シー坊の平日天国
- ごごイチ（～2010年3月 火曜日担当、2010年4月～ 月曜日担当）
- 新栄トークジャンボリー 小堀勝啓のお気楽パラダイス（小堀勝啓のピンチヒッター役）
- 日曜なんて大キライ!
- メディアキング電波ファイター
- 森合・中橋のぺちゃくちゃ
- 0時半です松坂屋ですカトレヤミュージックです（月・火・木・金）
- LOVEARTH（金曜）
- 森合康行のタイムドカン（土曜日）（午後6時～午後9時）

### ラジオCM
- 再春館製薬
- JA共済